# Kirby Tilt ’n’ Tumble
Kirby Tilt ’n’ Tumble (с англ. — «Кирби. Наклоняй и Кати») — видеоигра-головоломка разработанная и выпущенная Nintendo в 2000—2001 годах для портативной консоли Game Boy Color. Впервые выпущена в Японии 23 августа 2000 года и в Северной Америке 11 апреля 2001 года. В связи с тем, что картридж имеет встроенный акселерометр, он имеет уникальную форму, а также уникальный прозрачный розовый цвет.

## Игровой процесс
Kirby Tilt ’n’ Tumble использует ряд акселерометров для управления Кирби. Цель состоит в том, чтобы привести Кирби к цели уровня за отведённое время путём физического наклона приставки в направлении, нужном игроку, чтобы переместить Кирби. Игра регистрирует действие, когда игрок делает с помощью Game Boy быстрые рывки в вертикальном направлении, таким образом Кирби взлетит на воздух. Игровой процесс разворачивается вокруг коллекции из многочисленных звёзд, разбросанных по уровню. Чтобы полностью пройти игру, нужно на каждом уровне найти Секретную Звезду (англ. Secret Star) красного цвета. Это позволит открыть усложнённые бонусные миры.
Таймер отсчитывает время до тех пор, пока игрок не достигнет конца уровня. Игрок может увеличить время, перекатывая Кирби по плиткам с часами, изменяя течение на таймере, собирая часы, которые добавляют десять секунд, или проходя контрольные точки. Когда таймер опускается ниже 50 секунд, раздается сигнал тревоги, предупреждающий игрока о необходимости поторопиться и закончить уровень, а музыка, которая играла до этого, меняется на более быструю версию. Если лимит времени достигнет нуля, Кирби потеряет жизнь.

## Сюжет
В начале игры Кирби спит на облаке и его застают врасплох. Мимо него пробегает Уоддл Ди, несящий с собой пинболо-подобный бампер. Затем он видит Короля ДиДиДи, держащего длинный бампер. Подозревая о намерениях короля, Кирби прыгает на Основную Звезду и следует за ним, решив выяснить чем он занимается. Вскоре Кирби обнаруживает, что Страна Снов потеряла все звёзды и решает их вернуть.

## Совместимость
Как и в случае с остальными играми на Game Boy Color, игра совместима и с Game Boy Advance. Поскольку датчики откалиброваны на картридж для игры в вертикальном положении, на Game Boy Advance SP и Game Boy Player обнаруживаются проблемы. Хотя они оба могут загрузить игру, управление переделано на SP — версию, так как слот картриджа находится внизу а не вверху. Поскольку датчики внутри картриджа, то единственный способ управления на Game Boy Player — поднять и наклонить приставку Nintendo GameCube на себя, одновременно используя геймпад, что является нецелесообразным.

## Разработка
Разработка игры Kirby Tilt 'n' Tumble началась в апреле 1999 года. Первоначально игра называлась Koro Monkey (с англ. — «Обезьянка-Неваляшка») и Monkey Tilt 'N Tumble (с англ. — «Обезьянка. Наклоняй и Кати»), в ней в качестве шара выступала обезьяна. После консультаций с Сигэру Миямото разработчики поменяли персонажа на Кирби. Игра вышла в Японии 23 августа 2000 года. Затем она была выпущена в Северной Америке 11 апреля 2001 года. За пределами Японии и Северной Америки игра не выходила.

## Критика
| Сводный рейтинг    | Сводный рейтинг |
| Агрегатор          | Оценка          |
| ------------------ | --------------- |
| GameRankings       | 82,60 %         |
| Иноязычные издания |                 |
| Издание            | Оценка          |
| AllGame            | [ 7 ]           |
| EGM                | 6,16/10         |
| Famitsu            | 30/40           |
| Game Informer      | 8,75/10         |
| GameSpot           | 8,3/10          |
| IGN                | 9/10            |
| Nintendo Power     | [ 13 ]          |

Kirby Tilt ’n’ Tumble получила «благоприятные» отзывы на основе обзоров сайта GameRankings. Она дебютировала на четвертом месте по данным американской компании по исследованию рынка NPD TRSTS за апрель 2001 года.
Игра получила 8,75 баллов из 10 от рецензента из Game Informer, который заявил, что «хотя концепция игры и звучит просто, на самом деле является одним из самых драматичных, напряжённых игровых сценариев, замеченных на любой из систем». Японский журнал Famitsu поставил игре 30 баллов из 40.
В 2012 году сайт GamesRadar поместил Kirby Tilt ’n’ Tumble на 40 место в списке «Лучших игр для Game Boy/Game Boy Color всех времён». В 2014 году Game Informer включил ее в список лучших игр для Game Boy. Составляя рейтинг игр про Кирби, приуроченный к 25-летию серии, сотрудники USGamer назвали эту игру худшим спин-оффом серии. Автор статьи Кэти Маккарти назвала её «ужасной», добавив, что это одна из самых скучных игр серии, выпущенных для Game Boy и Game Boy Advance.
Она стала шестой по продажам игрой для Game Boy Color в Японии, всего было продано 563 914 копий.

## Отменённое продолжение
На выставке Nintendo Space World 2001 было показано запланированное продолжение игры под названием Kirby Tilt ’n’ Tumble 2, которое разрабатывалось для GameCube и, как планировалось, должно было требовать подключения Game Boy Advance. Геймдизайнер Сигэру Миямото продемонстрировал игровой процесс, показав, как Кирби падает с уступа на экране телевизора на экран Game Boy Advance. Он также упомянул, что игрок сможет записывать различные данные, в том числе мини-игры, на игровой картридж. Первоначально игру планировалось выпустить в мае 2002 года. Позднее она была переименована в Roll-O-Rama, а Кирби был заменён на мраморный шарик. Игра была показана на выставке E3 2002, но так и не была выпущена.

## Заметки
1. ↑  Известная в Японии как Korokoro Kirby (яп. コロコロカービィ Корокоро Ка:би:, «Неваляшка Кирби»)